# Transatlantico (film 1940)
Transatlantico (Paris New-York) è un film del 1940 diretto da Yves Mirande.